# Venturia aceris
Venturia aceris är en svampart som först beskrevs av Franz Xaver von Höhnel, och fick sitt nu gällande namn av Sivan. 1977. Venturia aceris ingår i släktet Venturia och familjen Venturiaceae.   Inga underarter finns listade i Catalogue of Life.